# 伊利亚·普里高津
伊利亚·羅曼諾維奇·普里高津子爵（羅馬化：Ilya Romanovich Prigozhin；1917年1月25日—2003年5月28日），比利时籍俄羅斯猶太裔化学家、物理学家，以非平衡態熱力學的貢獻，特別是耗散系統，获得1977年诺贝尔化学奖。

## 生平

### 早期生活和学习
1917年，伊利亚·羅曼諾維奇·普里高津出生於莫斯科的猶太人家庭，幾個月之後十月革命爆發。
他的父亲鲁维姆·阿布拉莫维奇·普里高津 (Ruvim (Roman) Abramovich Prigogine) 是一名化学工程师，曾就读于莫斯科帝国技术学校并拥有一家肥皂厂；他的母亲尤利娅·维希曼 (Yulia Vikhman) 是一位钢琴家，就读于莫斯科音乐学院。1921年，工厂被新的苏维埃政权国有化，加上内战中不安全感上升，全家离开了俄罗斯。在立陶宛短暂停留后，他们前往德国。并定居柏林；8年后，由于经济形势不佳和纳粹主义的悄然兴起，他们搬到了布鲁塞尔，普里高津于1949年获得比利时国籍。他的兄长亚历山大·普里高津为鸟类学家。
青少年时期，普里高津对音乐、历史和考古学感兴趣。1935年，他毕业于伊克塞勒雅典娜学院，主修希腊语和拉丁语。他的父母鼓励他成为一名律师，他最初在布鲁塞尔自由大学学习法律。那时他对心理学和行为研究产生了兴趣。反过来，阅读这些主题引发了对化学的兴趣，因为化学过程会影响身心；这也引发了人们对物理学更根本的兴趣，因为它们解释了化学。他最终从法学院退学。
普里高津后来同时就读于布鲁塞尔自由大学化学和物理专业，并取得了“非凡的成功”；1939年，他在两个学科中获得了相当于硕士学位的学位，并于1941年在泰奥菲勒·德东德尔的指导下获得了化学博士学位。